# Port-Cros
Isla de Port-Cros (en francés: Île de Port-Cros) es una isla francesa en el grupo de islas mediterráneas, conocido como las islas de Hyères. Es parte de la comuna de Hyères, y parte del departamento de Var, en la región de Provenza-Alpes-Costa Azul. La isla fue donada al gobierno francés con la promesa de que se convirtierse en parque nacional, el parque nacional Port-Cros, que se creó en la isla. Así quedó establecido el 14 de diciembre de 1963. La isla tiene 4 km de ancho y su punto más elevado está a 199 metros. Se trata de un territorio de 650 hectáreas.